# تلخ‌آب (دامغان)
تلخ‌آب یک روستا در ایران است که در شهرستان دامغان استان سمنان واقع شده‌است.